# Wunstorf

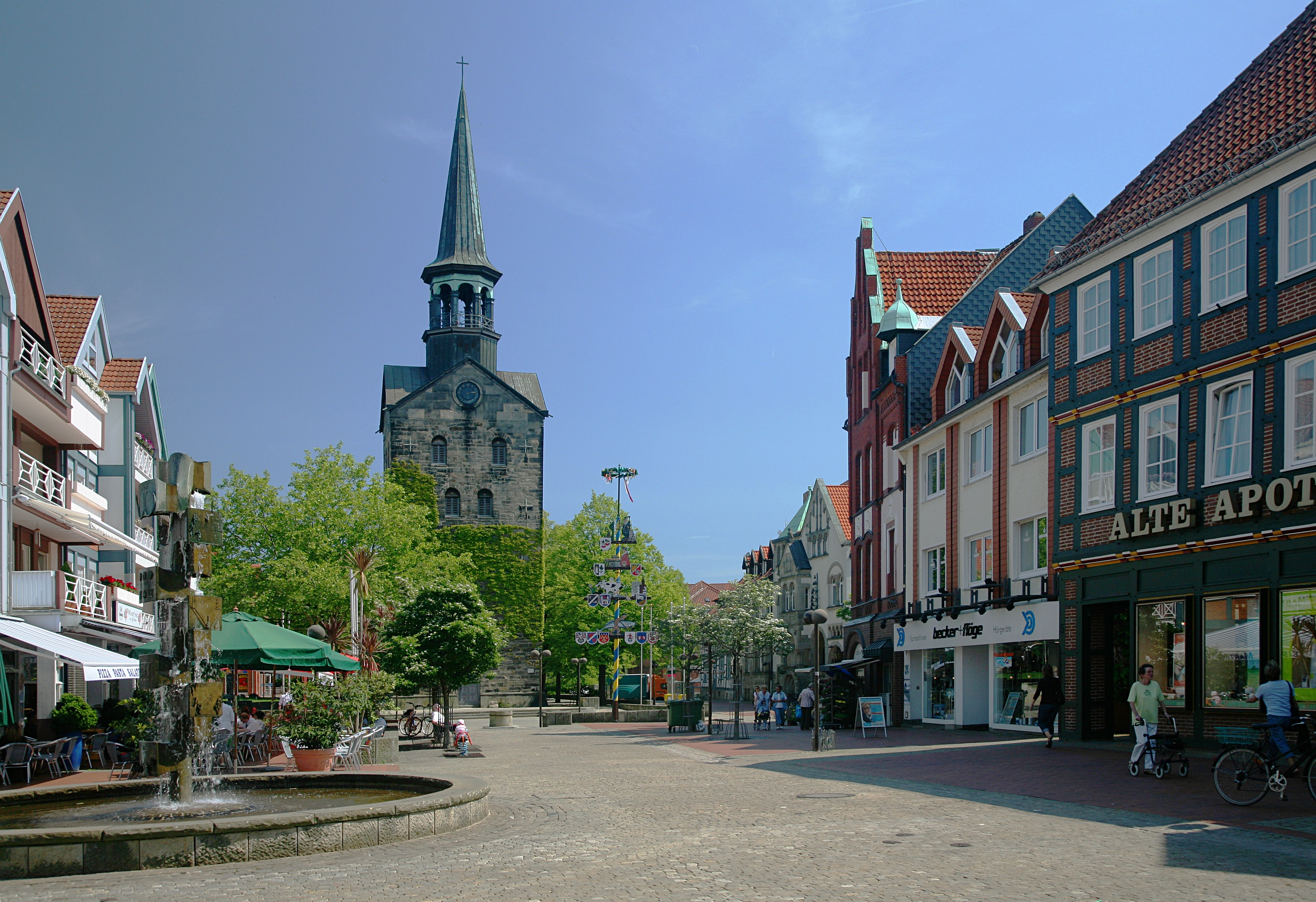
Wunstorfer Innenstadt, Fußgängerzone mit Marktplatz und Stadtkirche St. Bartholomaeus

Wunstorf ist eine Mittelstadt und selbständige Gemeinde in der Region Hannover in Niedersachsen am Steinhuder Meer, die im äußersten Norden des Calenberger Landes liegt. In Wunstorf befindet sich mit der KRH Psychiatrie Wunstorf des Klinikums Region Hannover eine große psychiatrische Klinik. Der Fliegerhorst Wunstorf mit dem Lufttransportgeschwader 62 liegt in der Gemarkung des Ortsteils Klein Heidorn.

## Geografie

### Nachbargemeinden
| Landesbergen (Landkreis Nienburg/Weser)   | Neustadt am Rübenberge                      | Wedemark |
| Rehburg-Loccum (Landkreis Nienburg/Weser) | Kompassrose, die auf Nachbargemeinden zeigt | Garbsen  |
| Hagenburg (Landkreis Schaumburg)          | Barsinghausen                               | Seelze   |

### Stadtgliederung
Zum Stadtgebiet von Wunstorf gehören die Ortschaften Blumenau (mit Liethe), Bokeloh, Großenheidorn, Klein Heidorn, Idensen (mit Idensermoor und Niengraben), Kolenfeld, Luthe, Mesmerode, Steinhude und Wunstorf.

### Gewässer und Naturpark
Die Westaue, die wenige Kilometer nordöstlich bei Bordenau in die Leine mündet, durchfließt die Stadt von West nach Ost.
Im Westen liegt der Naturpark Steinhuder Meer.

## Geschichte

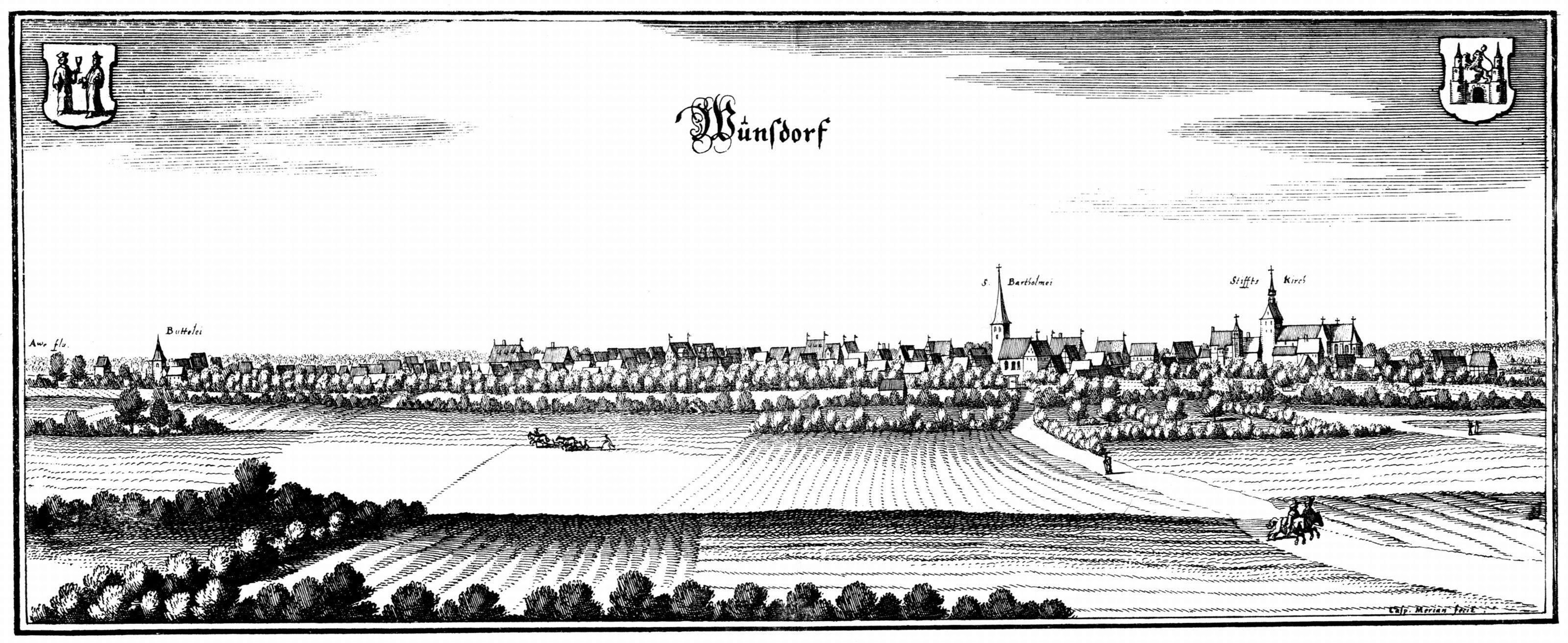
Wunstorf in einem Merian-Stich um 1654

Der Name der Stadt leitet sich von der frühen Dorfsiedlung „Wonherestorpe“ (um 700) ab. Das Kloster „Vuonherestorp“ stellte Ludwig der Deutsche am 14. Oktober 871 unter Königschutz, indem der König das von Bischof Theoderich von Minden mit seiner Zustimmung gegründete Kanonissenstift in Wunstorf die Immunitätsrechten verlieh. Die Stiftskirche wurde im Jahr 1010 durch Blitzschlag zerstört, 1181 wurde „Wunstorf“ als „civitas“ erwähnt; ein Graf von Wunstorf wurde erstmals 1235 in einer Urkunde erwähnt.
1228 wird erstmals eine Burg in Wunstorf erwähnt. Sie wurde vom Bischof von Minden und dem Grafen von Roden an einem ehemals befestigten Platz errichtet, den ihnen das Stift Wunstorf überlassen hatte. Außerhalb der Stadt lag in der Niederung der Westaue die hochmittelalterliche Spreensburg, bei der eine Identität mit der in den Quellen genannten Burg umstritten ist.
Im Jahr 1261 erhielten die Einwohner vom Mindener Bischof „für Treue und Gehorsam“ das Recht der Stadt Minden. Im Mittelalter besaßen dann die Grafen von Roden in Wunstorf die Vogteirechte.
Im Jahr 1446 verkauften die Grafen von Wunstorf ihre Grafschaft an den Bischof von Hildesheim. Im Jahr 1570 steckten Ortjes Dove und seine Helfer ihre Stadt an zahlreichen Stellen gleichzeitig an. Von 700 Gebäuden blieben nur 208 verschont. Im Jahr 1624 plünderte das von Johann T’Serclaes von Tilly geführte Heer die Stadt. Ein Dragoner-Regiment des Prince of Wales machte die Stadt 1788 zur Garnisonsstadt. Vom Sommer 1803 bis Oktober 1805 nahmen französische Truppen in der Stadt Quartier. Danach marschierten Preußen, Schweden, Engländer und Franzosen nacheinander ein. Bis 1813 erfolgte die kommunale Verwaltung durch einen Maire. Danach rückten für zwei Jahre russische Truppen ein. Für die Jahre 1816 bis 1874 wurde Wunstorf Standort für die reitende Artillerie der neuen hannoverschen Armee.
Im Jahr 1847 wurde der Bahnhof Wunstorf als Inselbahnhof errichtet und damit Wunstorf zum Eisenbahnknoten der Bahnstrecken Hannover–Minden und Wunstorf–Bremen.
Am 31. Januar 1874 wurde das Gebäude des heutigen Hölty-Gymnasiums als Lehrerseminar eingeweiht.
Im Jahr 1880 richtete die Hannoversche Provinzialverwaltung in den freigewordenen Garnisonsgebäuden an der Südstraße eine „Korrektionsanstalt“ ein und gliederte 1883 eine Landarmenanstalt an. Ab 1885 baute die Provinz für die wachsende Provinzial Heil- und Pflegeanstalt zahlreiche, bis heute im Stadtbild prägende, Gebäude. Die Anstalt wurde 1940 bis 1941 Schauplatz der Deportation psychisch Kranker im Rahmen der Aktion T4. Auch Patienten jüdischen Glaubens wurden aus Nordwestdeutschland zusammengezogen und von hier aus deportiert. 1952 wurde sie Landeskrankenhaus. Unter dem Direktoriat von Asmus Finzen wurde sie 1976 ein Ausgangspunkt der Psychiatriereform. Andreas Spengler baute von hier aus in den Jahren 1988 bis 2008 das Versorgungsangebot der Institutsambulanz auf. Das Krankenhaus ging 2007 in den Besitz der Region Hannover über.
Der hannoversche Bankier Sigmund Meyer gründete die „Wunstorfer Portland-Cementfabrik A. G.“. In 1889 oder 1896 folgte der Aufbau der großen Genossenschaftsmolkerei in der Hindenburgstraße. 1898 war der  Baubeginn des städtischen Elektrizitätswerkes.
Im November 1922 kam es wegen steigender Preise zu Unruhen, gewaltsamen Eindringen ins Rathaus und lynchartigen Zuständen auf dem Ferkelmarkt.
Ab Frühjahr 1934 wurde unter Geheimhaltung der Fliegerhorst Wunstorf errichtet. Ab März 1936 war das Jagdgeschwader 2 „Boelcke“ hier stationiert. Mit einer Parade am 2. April in der Stadt wurde die Garnison und der Horst seiner Bestimmung übergeben. Andere Kampfeinheiten folgten. Der Fliegerhorst Wunstorf wurde zu einer der Aufstellungs- und Unterstützungsbasen der Legion Condor. Gegen Ende des Krieges wurde Wunstorf wiederholt aus Bordwaffen alliierter Jagdflugzeuge beschossen.
Am 15. Dezember 1941 wurden die ersten Wunstorfer Juden deportiert.
Am 4. Januar 1943 übersah der Lokomotivführer des SFR 2304 vor Wunstorf bei starkem Schneegestöber ein „Halt“ zeigendes Signal und fuhr auf den D 8 auf. 25 Menschen starben, 169 weitere wurden verletzt.
Am 7. April 1945 marschierten die Alliierten ein, und die Royal Air Force übernahm den Fliegerhorst und betrieb ihn weiter als Militärflugplatz.
Im Juni 1946 trafen große Transporte mit Vertriebenen von Uelzen her ein. Die Flüchtlinge wurden in Schulen in Massenlagern untergebracht, die Behelfssiedlung Friedenstal wurde am Baggersee errichtet und ebenso zahlreiche Ein- und Mehrfamilienhäuser in den Folgejahren.
In den Jahren 1948 und 1949 flog die Royal Air Force vom Fliegerhorst aus im Rahmen der Berliner Luftbrücke. 1950 wurde die Stadt an die Ruhrgas-Fernleitung angeschlossen, 1954 die an Stelle der alten Kapelle errichtete katholische St.-Bonifatius-Kirche eingeweiht. 1956 begann man mit dem Bau der Kanalisation. Im März 1958 übergaben die Briten den Fliegerhorst an die Luftwaffe der Bundeswehr. Zunächst wurde hier die Flugzeugführerschule S und ab 1978 das Lufttransportgeschwader 62 stationiert.
Im Jahr 1967 entstand die evangelische Corvinuskirche. Von 1970 bis 2013 gab es als zweite katholische Kirche die Heilig-Kreuz-Kirche in Luthe.
Der Hochwasserschutz wurde ab 1971 durch die Regulierung der Westaue verbessert. In diesem Zusammenhang wurden einige Brücken und Straßen neu gebaut.

### Eingemeindungen
Am 1. März 1974 wurden die Gemeinden Blumenau, Bokeloh, Großenheidorn, Idensen, Idensermoor-Niengraben, Klein Heidorn, Kolenfeld, Luthe, Mesmerode und Steinhude (Flecken) eingegliedert.

### Einwohnerentwicklung
- 1830: ca. 01.910 Einwohner
- 1840: ca. 02.300 Einwohner
- 1871: ca. 02.455 Einwohner
- 1885: ca. 02.963 Einwohner
- 1905: ca. 04.523 Einwohner

Einwohnerentwicklung von Wunstorf von 1830 bis 2016 differenziert nach Gebietsstand vor und nach 1974

- 1949: ca. 11.610 Einwohner (davon 3490 Flüchtlinge und Vertriebene)[11]
- 1961: ca. 13.843 Einwohner[10]
- 1970: ca. 17.178 Einwohner[10]
- 1961: ca. 30.864 Einwohner (mit den im Jahr 1974 eingegliederten Orten)[10]
- 1970: ca. 35.843 Einwohner (mit den im Jahr 1974 eingegliederten Orten)[10]
- 1995: ca. 40.084 Einwohner
- 2000: ca. 41.474 Einwohner
- 2005: ca. 42.215 Einwohner
- 2008: ca. 41.332 Einwohner
- 2010: ca. 41.244 Einwohner
- 2015: ca. 41.251 Einwohner
- 2016: ca. 41.974 Einwohner
- 2017: ca. 41.532 Einwohner
- 2018: ca. 41.594 Einwohner

## Religion

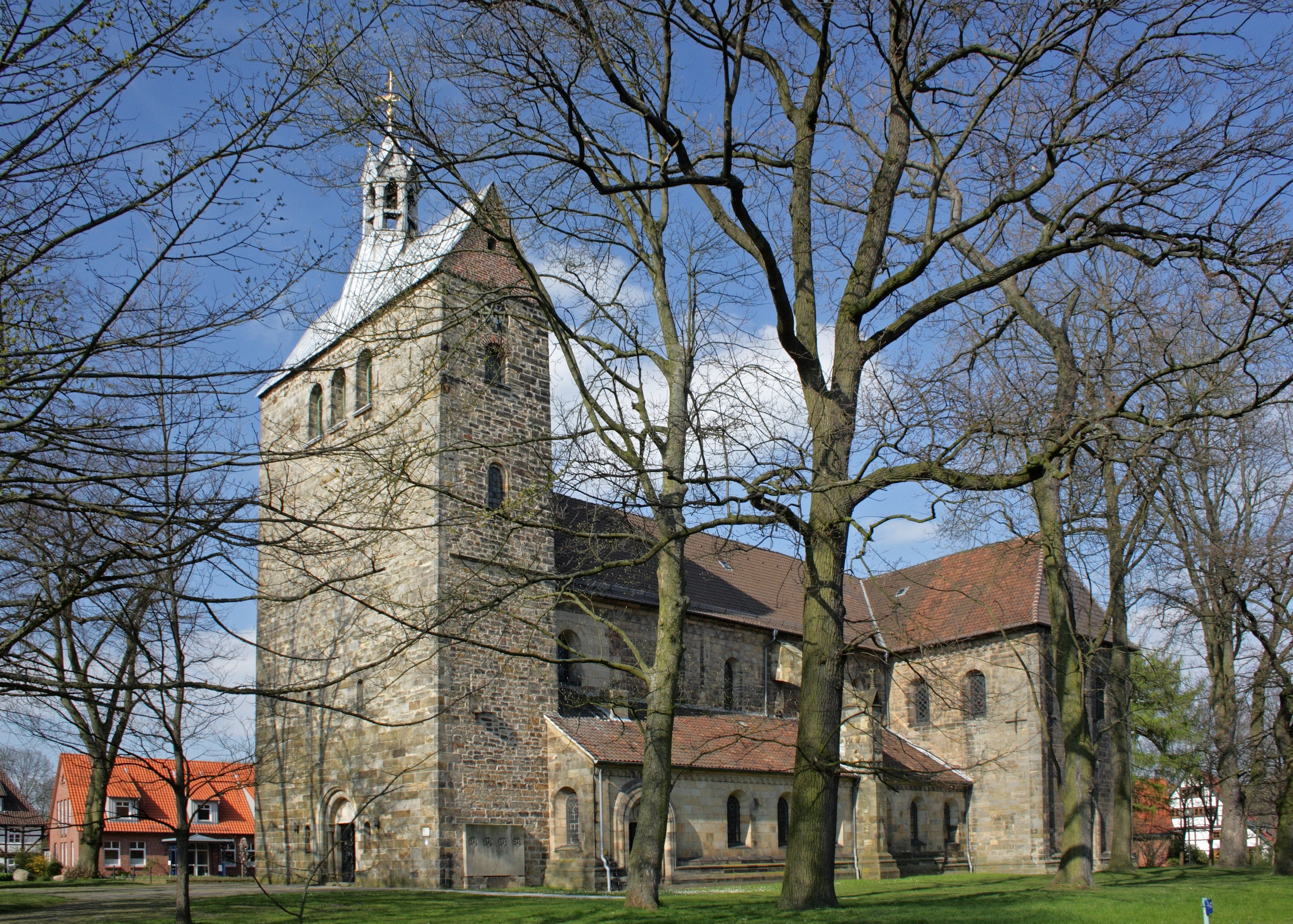
Stiftskirche

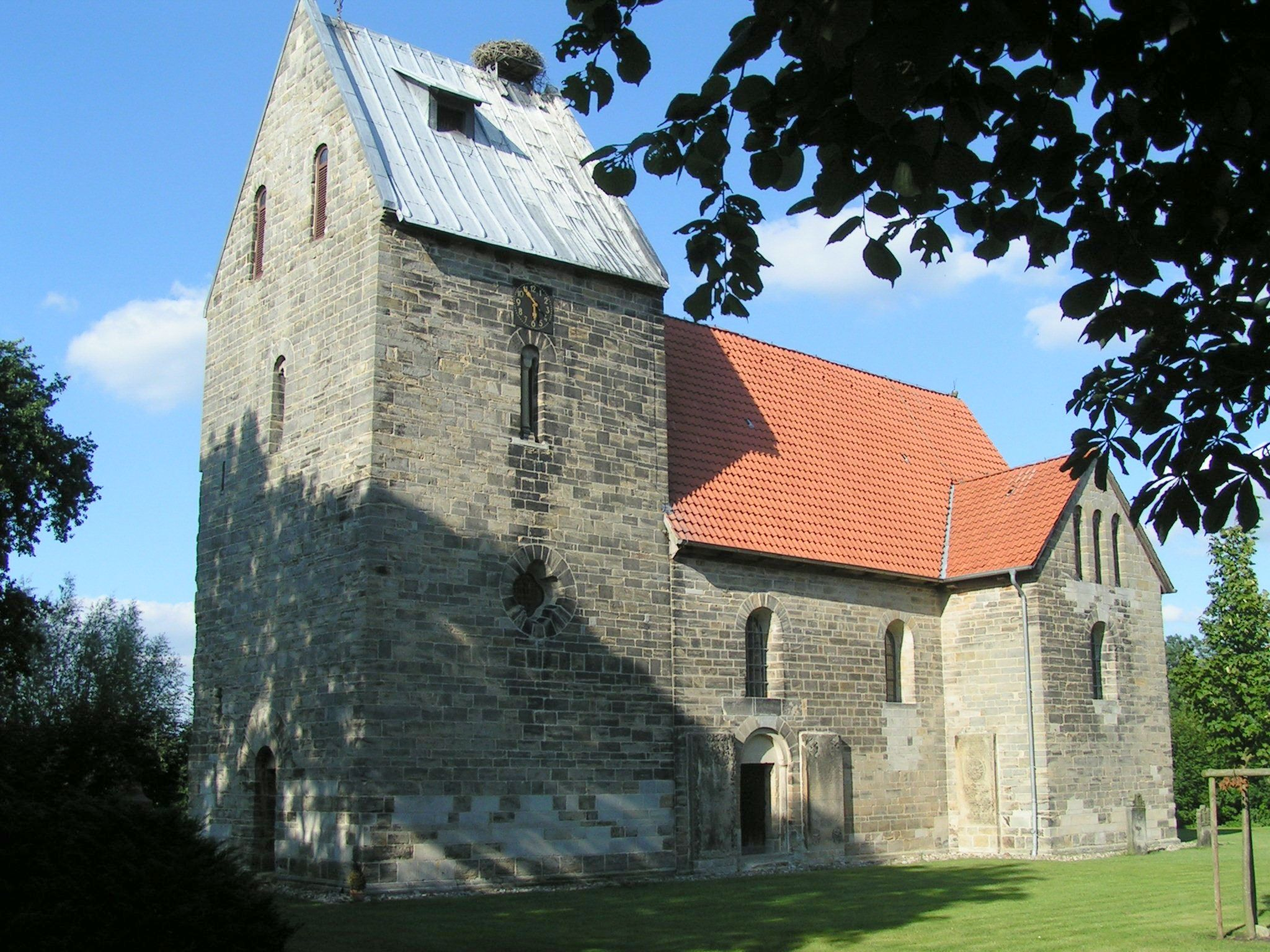
Sigwardskirche in Idensen

Die drei evangelisch-lutherischen Kirchen in Wunstorf gehören zum Kirchenkreis Neustadt-Wunstorf:
Die Stiftskirche St. Cosmas und Damian ist eine kreuzförmige, dreischiffige Gewölbebasilika mit Westturm, deren älteste Teile aus dem 11. Jahrhundert stammen. 1853–1859 wurde der Bau umfassend erneuert.
Die Stadtkirche (auch Marktkirche genannt) St. Bartholomäi, Stiftstraße 1. Von einem Bau aus der zweiten Hälfte des 12. Jahrhunderts blieben bis heute der Turm und der Chorraum bestehen. Das Langhaus wurde um 1700 als schlichte Saalkirche erneuert. Das 1989 restaurierte Innere weist noch einige ältere Ausstattungsstücke auf, darunter eine spätgotische Triumphkreuzgruppe vom Ende des 15. Jahrhunderts und eine 1520 entstandene Madonnenstatue. Die polygonale Kanzel ist 1640 und 1642 datiert.
Die Corvinuskirche von 1967 befindet sich an der Arnswalder Straße, zu ihrer Gemeinde gehört auch der benachbarte Kindergarten.
Das Gemeindezentrum St. Johannes von 1974/75 befand sich in der Albrecht-Dürer-Straße 1; es wurde im März 2012 entwidmet, um unter anderem für den 2015 fertiggestellten Neubau des diakonisch-kirchlichen Zentrums der Evangelisch-lutherischen St. Johannes Kirchengemeinde Platz zu machen. 1976 war daneben die evangelische Kindertagesstätte St. Johannes eingerichtet worden.
Weitere evangelisch-lutherische Kirchen befinden sich in zu Wunstorf eingemeindeten Ortschaften. Herauszuheben ist die Sigwardskirche im Ortsteil Idensen. Die um 1130 erbaute romanische Kirche besitzt noch die romanische Ausmalung aus der Bauzeit und die älteste Glocke Niedersachsens.
In der Gebäudezeile der KRH Psychiatrie Wunstorf an der Südstraße steht die 1885 errichtete Krankenhauskirche.
Die katholische Pfarrkirche St. Bonifatius wurde 1954 als Nachfolgebau einer im selben Jahr abgerissenen Missionskapelle von 1903 nach Plänen von Josef Fehlig erbaut. Die Filialkirche Heilig Kreuz im Ortsteil Luthe wurde 2010 profaniert und 2012 abgerissen. Weitere katholische Kirchen befinden sich in den Ortschaften Bokeloh und Steinhude.
Die Evangelisch-freikirchliche Gemeinde (Baptisten) wurde 1996 gegründet, 2010 übernahm sie die ehemalige neuapostolische Kirche am Amtshausweg. 2009 wurde an der Hagenburger Straße eine neue neuapostolische Kirche erbaut, ihre Gemeinde gehört zum Kirchenbezirk Hannover-Südwest.
Die „K21 – Kirche für das 21. Jahrhundert“ gehört zum Bund Freikirchlicher Pfingstgemeinden. Sie wurde 1993 gegründet und trug bis 2014 den Namen „Freie Christengemeinde Wunstorf“. Ferner sind die evangelisch-methodistische Kirche und die Zeugen Jehovas in Wunstorf vertreten.
Die Moschee Aksa Camii des türkisch-islamischen Kulturvereins besteht seit 1989. Sie gehört zur DITIB, der Türkisch-Islamischen Union der Anstalt für Religion.

## Politik

### Politische Geschichte
Am 13. September 1946 wurde der erste Nachkriegs-Stadtrat gewählt: Die 19 Sitze verteilten sich auf SPD, NLP (später DP), CDU, KPD, FDP und Unabhängige.
Bis zum 31. Dezember 2004 gehörte Wunstorf zum ehemaligen Regierungsbezirk Hannover, der wie alle niedersächsischen Regierungsbezirke aufgelöst wurde.

### Rat der Stadt Wunstorf

#### Kommunalwahl 2021
Bei der Kommunalwahl am 12. September 2021 gingen in Wunstorf 60,75 % der Wahlberechtigten zur Wahl. Sie ergab diese Sitzverteilung: SPD 16 Sitze, CDU 13 Sitze, GRÜNE 7 Sitze, FDP 2 Sitze und AfD 2 Sitze. Von den 40 gewählten Ratsmitgliedern sind 17 Frauen.

#### Kommunalwahl 2016
Die Kommunalwahl am 11. September 2016 hatte zu folgender Sitzverteilung geführt: SPD 16 Sitze, CDU 13 Sitze, Grüne 4 Sitze, FDP 2 Sitze, AfD 4 Sitze. Hinzu kam ein fraktionsloses Ratsmitglied.
Mit dem Bürgermeister ergibt dies 41 Sitze.

### Bürgermeister
Bei den Kommunalwahlen am 12. September 2021 wurde Carsten Piellusch (SPD) zum Bürgermeister gewählt. Er erreichte 55,15 % der Stimmen, so dass eine Stichwahl nicht notwendig wurde. Pielluschs Amtszeit begann am 1. November 2021.
Von 1999 bis 31. Oktober 2021 war Rolf-Axel Eberhardt (CDU) Bürgermeister. Er war 2006 und 2014 im Amt bestätigt worden und trat 2021 nicht noch einmal an. Er wirkt nunmehr als Mitglied der Regionsversammlung der Region Hannover. Seine Stellvertreter waren bis dahin Ulrich Troschke (SPD), Birgit Mares (Grüne) und Martin Pavel (CDU).  Jugendbürgermeister ist seit 2021 Xander Brockmann.

### Ortsräte
Die Stadtteile der Stadt Wunstorf werden durch insgesamt 78 Ratsmitglieder in zehn Ortsräten vertreten. Seit der Kommunalwahl 2021 verteilen diese sich wie folgt:
| Stadtteile    | SPD | CDU | Grüne | FDP | AfD | ∑  |
| ------------- | --- | --- | ----- | --- | --- | -- |
| Blumenau      | 2   | 2   | 1     | -   | -   | 5  |
| Bokeloh       | 2   | 4   | 1     | -   | -   | 7  |
| Großenheidorn | 3   | 2   | 1     | 1   | -   | 7  |
| Idensen       | 3   | 2   | -     | -   | -   | 5  |
| Klein Heidorn | 4   | 1   | 1     | 1   | -   | 7  |
| Kolenfeld     | 5   | 2   | -     | -   | -   | 7  |
| Luthe         | 5   | 3   | 1     | -   | -   | 9  |
| Mesmerode     | 3   | 2   | -     | -   | -   | 5  |
| Steinhude     | 3   | 4   | 1     | 1   | -   | 9  |
| Wunstorf      | 8   | 4   | 3     | 1   | 1   | 17 |
| ∑             | 38  | 26  | 9     | 4   | 1   | 78 |

### Wappen
Der Entwurf des Kommunalwappens von Wunstorf stammt vom Vorsitzenden des damaligen Verkehrs- und Werbevereins e. V. Werner Schwippert und von dem Heraldiker und Wappenmaler Gustav Völker, der zahlreiche Wappen in der Region Hannover geschaffen hat.
- Die Genehmigung des Wappens wurde am 3. Juni 1957 durch den Niedersächsischen Minister des Innern erteilt.[24]
- Die am 1. März 1974 durch Gesetz neugebildete Stadt Wunstorf hat das Wappen der bisherigen Stadt Wunstorf übernommen, das vom Regierungspräsidenten in Hannover am 26. April 1974 genehmigt wurde.[24]

| Wappen von Wunstorf | Blasonierung: „In Blau eine silberne Burg mit geöffneten Tortüren und zwei spitzbedachten Türmen, von denen der rechte eckig und mit einem Vierpass verziert, der linke rund und von zwei Fenstern durchbrochen ist. Zwischen den Türmen befindet sich ein schreitender, gekrönter, rot-bezungter, goldener Löwe, der nur mit den Hinterpranken die Zinnen der Mauer berührt.“ |
| Wappen von Wunstorf | Wappenbegründung: Der rechte Turm mit Zinnenkranz und Vierpassfenster deutet auf den Stadt- oder Marktplatzkirchturm hin, der linke mit den hohen und schmalen Rundbogenöffnungen dagegen auf die Stiftskirche. Damit wird zum Ausdruck gebracht, dass Stift und Stadt Wegbegleiter für das heutige Wunstorf waren. Der Löwe über den Zinnen ist das Wahrzeichen der Grafen von Roden-Wunstorf, die einst die Gerichtsbarkeit in der Stadt ausübten. Das Wappen wurde nach einem im Staatsarchiv Hannover vorhandenen Siegelabdruck der „Burgensium in Wunstorpe“ aus dem Jahre 1311 gestaltet und ersetzt das bis zum Jahre 1957 geführte Wappen der Stadt Wunstorf. |

### Städtepartnerschaften
Städtepartnerschaften bestehen mit:
- Wolmirstedt, Deutschland
- Flers, Frankreich
- Choszczno, Polen (deutsch: Arnswalde)[25] - Patenschaft 1959–2009[26]

Anlässlich des 50. Jahrestages der Bombardierung von Guernica am 26. April 1987, an der zahlreiche Flieger vom Fliegerhorst Wunstorf beteiligt waren, wurde eine Partnerschaft mit der spanischen Stadt angeregt. Eine Verbindungsaufnahme seitens der Stadt oder des Stadtrates unterblieb. Eine der ablehnenden Begründungen lautete: „Bindungen zwischen den Bürgern beider Städte könnten auf Grund der Unterschiede in der Kultur nicht entstehen“. (J. Grobelny, CDU).

## Kultur und Sehenswürdigkeiten

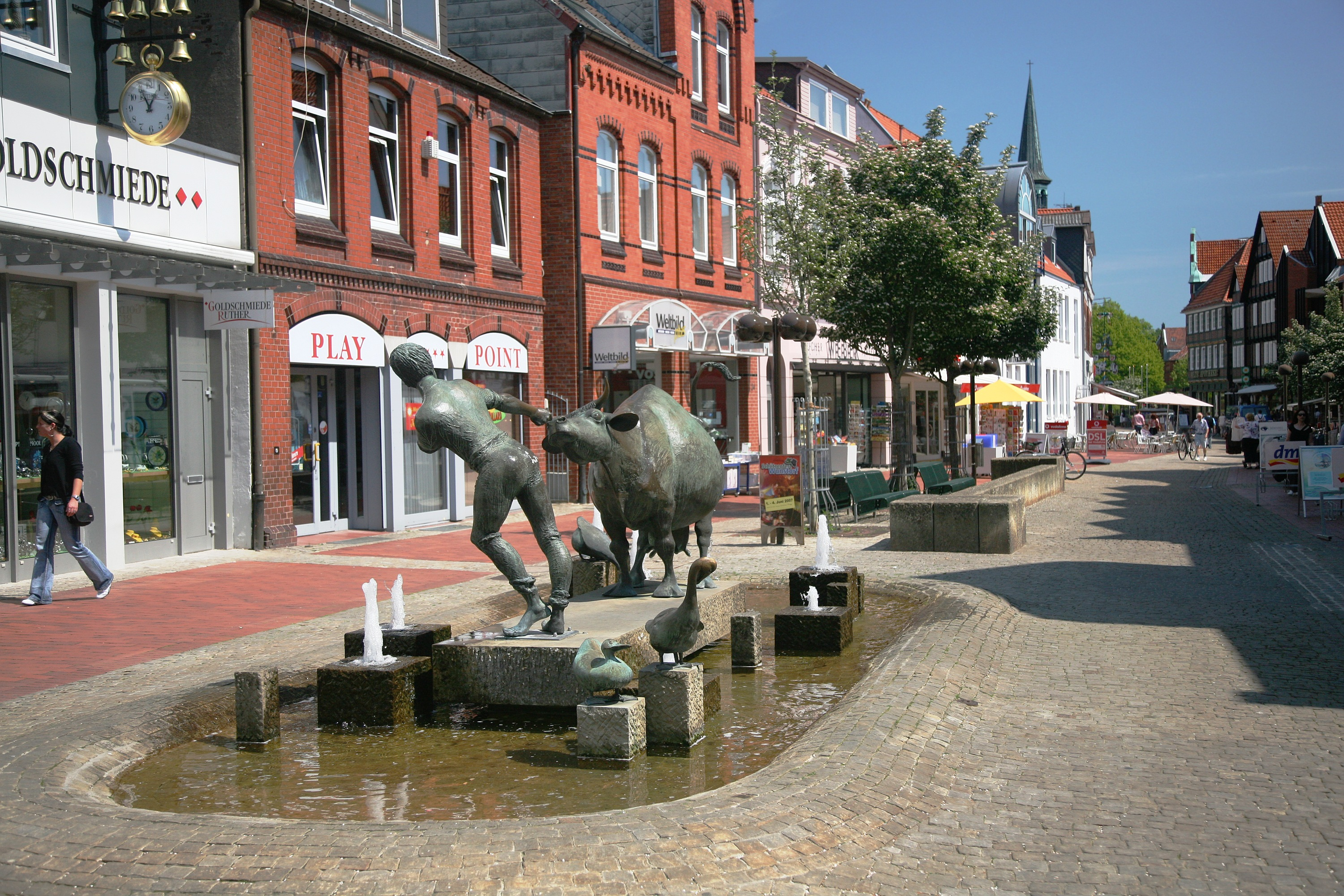
Kuhbrunnen in der Lange Straße (Fußgängerzone)

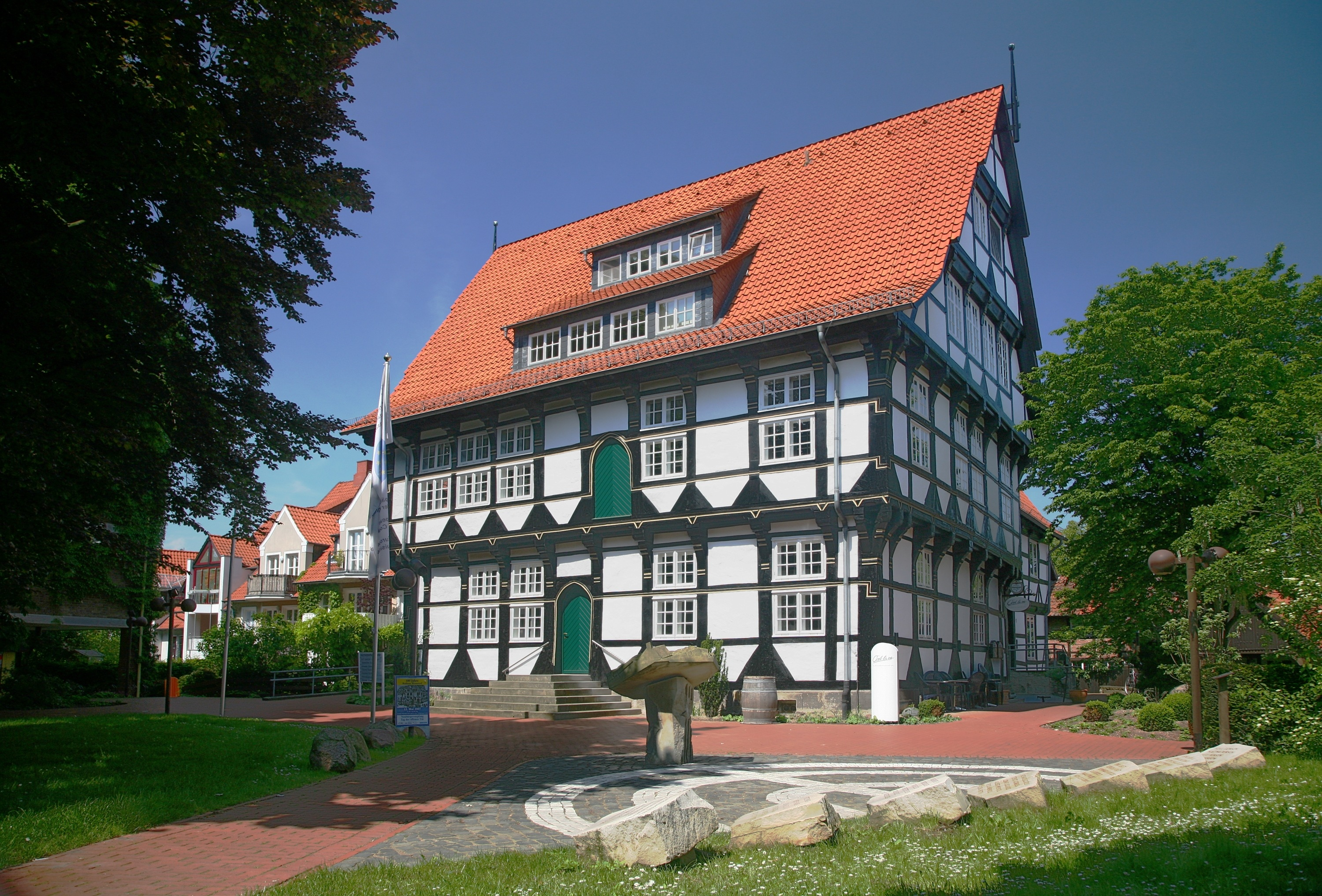
Die Abtei, Ausstellungshaus und Stadtbibliothek

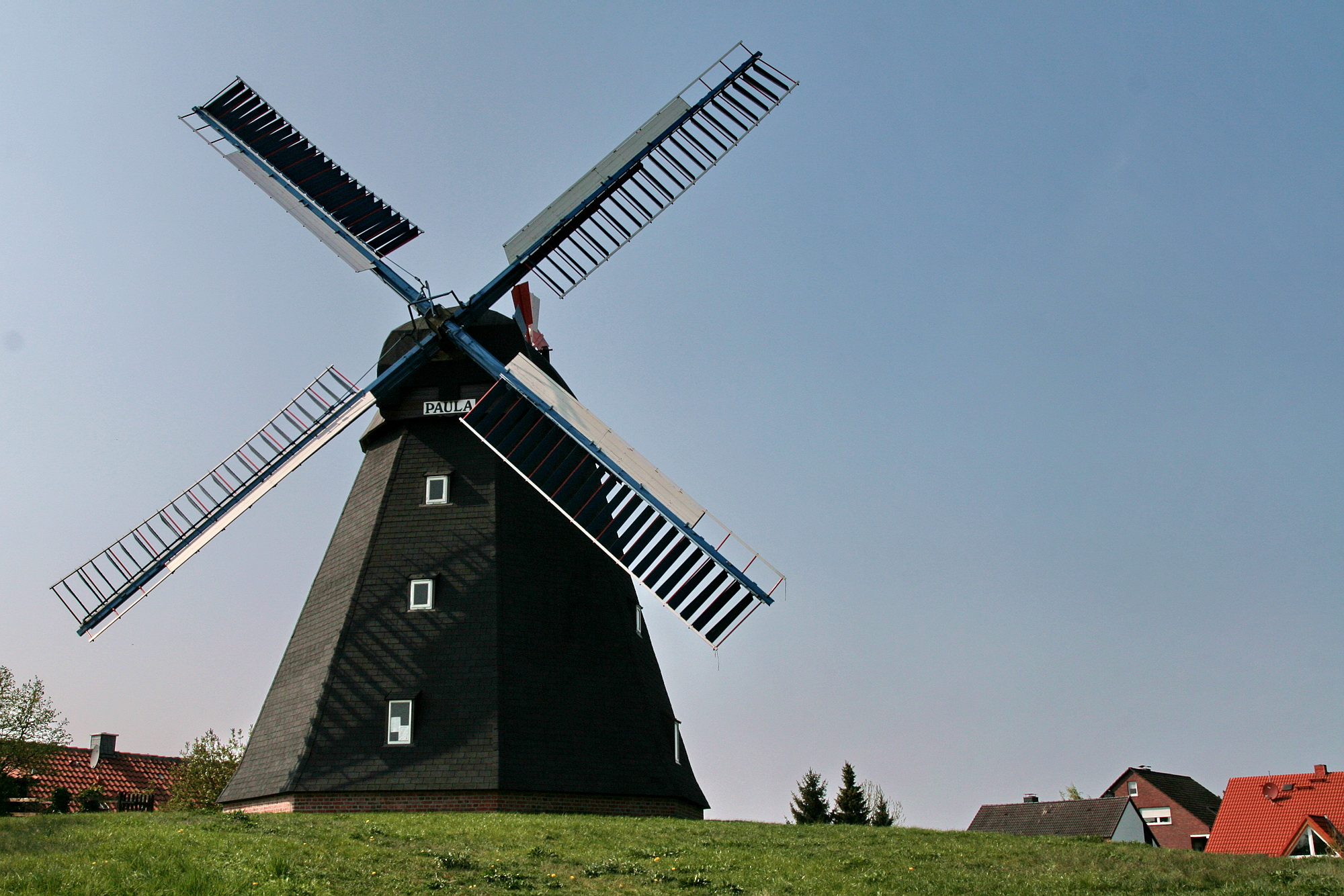
Mühle Paula im Ortsteil Steinhude

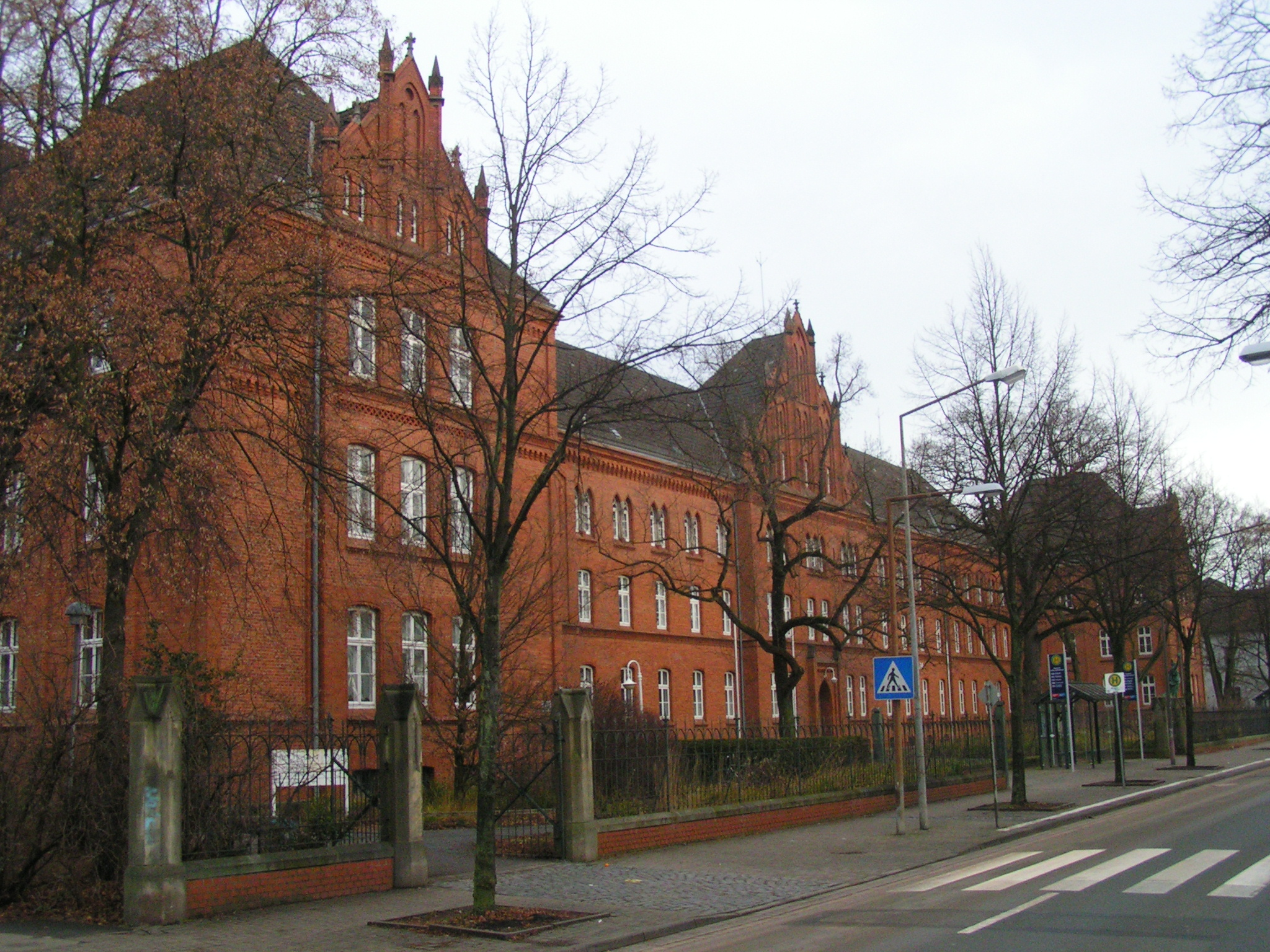
Hölty-Gymnasium

### Bauwerke
- Rathaus, Südstraße 1. Das alte, ursprünglich neben dem ehemaligen Ratskeller gelegene Rathaus wurde 1870 abgebrochen. 1904 entstand der Neubau an der Ecke Südstraße in romanisierenden Formen, die Giebel und die Ecktürmchen zeigen gotisierende Formen. Zuvor wurde das Hollesche Haus (auch Röbbigsturm genannt; siehe unten) genutzt.

- Ratskeller, Lange Straße 12. Um 1520/21 wurde der ehemalige Ratskeller in seiner jetzigen Form errichtet. Die ältesten Gebäudeteile des zweigeschossigen Fachwerkbaus mit Satteldach stammen jedoch bereits von 1501. Im Kellerbereich blieb ein tonnengewölbter Raum erhalten, der bereits im 14. Jahrhundert entstanden sein dürfte. 1735 wurde ein Anbau für den Wunstorfer Stadtvogt erstellt, der hier eine Amtswohnung erhielt. Dieser wurde im Zuge der ab 1987 durchgeführten Sanierung zugunsten eines verputzten Neubaus abgebrochen. Die massiven Stützpfeiler an der Längsseite wurden im 19. Jahrhundert eingebaut, um dem Bau zusätzliche Stabilität zu verleihen.

- Ehemalige Abtei (Stadtbibliothek), Wasserzucht 1. Der zweigeschossige Fachwerkbau wurde dendrochronologisch auf das Jahr 1518 datiert. 1710 wurde das Dach verändert und der First um 90 Grad gedreht. Aus dieser Zeit stammt auch der seitliche Anbau. Bei der 1985–1987 durchgeführten Sanierung erhielt das Dach wieder seine frühere Ausrichtung, außerdem wurden die ursprünglichen Steilgiebel rekonstruiert.

- Die nähere Umgebung der Stiftskirche wird noch heute von den Bauten des ehemaligen Stiftes geprägt:
  - Stiftsstraße 5 (Pastorenhaus). Zweigeschossiges Fachwerkhaus mit übergiebeltem Mittelteil, Ende des 18. Jahrhunderts
  - Stiftsstraße 5a (Pfarrwitwenhaus). Fachwerk-Dielenhaus, bezeichnet 1584. Die Utlucht wurde erst nachträglich angefügt. Um 1800 wurde der Bau um drei Gefache verlängert.
  - Stiftsstraße 7 (Pfarrhaus). Zweigeschossiger Fachwerkbau mit Walmdach, datiert 1664.
  - Stiftsstraße 10. Das eingeschossige Wandständerhaus wurde in der ersten Hälfte des 16. Jahrhunderts errichtet. Im 19. Jahrhundert diente es nach einem Umbau als Gärtnerhaus.
  - Stiftsstraße 11, 1628 dendrochronologisch datiert.
  - Stiftsstraße 14–16 (Alte Dechanei). Traufständiger Fachwerkbau mit Ziegelziersetzung, im Kern 17. Jahrhundert

- Bürgerhäuser. Die Lange Straße wurde einstmals von giebelständigen Fachwerkbauten gesäumt, von denen nach Abbrüchen und Sanierungsmaßnahmen nur wenige überliefert sind. Vielfach wurden die Erdgeschosse durch Ladeneinbauten verändert. In jüngster Zeit kam es zu erheblichen Eingriffen in die historische Bausubstanz: 2009 wurde das ehemalige Möbelhaus Kruse (Lange Straße 52), ein stattliches Fachwerkhaus mit mehrfach vorkragendem Giebel von 1687 abgebrochen und durch einen Geschäftsneubau (C & A) ersetzt. Im Herbst des darauf folgenden Jahres verschwand mit dem Haus Herborth (Lange Straße 36, „Altstadtgrill“) eines der ältesten Häuser der Stadt (Kern 16. Jh.). Mittlerweile ist es dem historisch interessierten Besucher der Stadt kaum noch möglich, die ursprüngliche bauliche Situation dieses bedeutenden Straßenzuges nachzuvollziehen, zumal weitere Fachwerkhäuser verfallen und vom Abbruch bedroht sind.
  - Lange Straße 13. Das Fachwerk-Giebelhaus ist in der zweiten Hälfte des 16. Jahrhunderts entstanden. Das Hinterhaus zeigt Reste eines unterkellerten Saales.
  - Lange Straße 15, bezeichnet 1604.
  - Lange Straße 17. Fachwerk-Giebelhaus, bezeichnet 1534. Das Erdgeschoss wurde durch Ladeneinbauten verändert.
  - Stiftsstraße 2. Der zweigeschossige Fachwerkbau mit Krüppelwalmdach wurde im 18. Jahrhundert unter der Verwendung älterer, aus dem 16. Jahrhundert stammender Bauhölzer errichtet. Der ebenfalls wiederverwendete Dachstuhl wurde 1525/26 dendrodatiert.

- Adelshöfe. Der Bereich südlich und nördlich der Langen Straße war ursprünglich den Adelshöfen vorbehalten. In jüngster Zeit wurden dieser nur locker bebaute und von größeren Freiflächen geprägte Bereich stark überformt. Von den Höfen blieben nur mehr drei erhalten:
  - An der Wassermühle 2 (Adelshof von Haus). Schlichter zweigeschossiger Fachwerkbau mit hohem Walmdach, vermutlich noch vor 1800 entstanden.
  - Mittelstraße 3 (Lenthescher Burgmannenhof, heute „Hotel am Burgmannshof“). Das im Kern aus dem 16. Jahrhundert stammende Fachwerk-Dielenhaus wurde gegen Ende des 18. Jahrhunderts traufseitig erweitert und 1911 zum Teil massiv erneuert. Bis 2009 wurde der Bau umfassend saniert und in ein Hotel umgewandelt. Im Zuge der Baumaßnahmen wurde das Mauerwerk weitgehend ausgetauscht und der seitliche Anbau erhöht.
  - Stiftsstraße 12, das Hollesches Haus (auch Röbbigsturm genannt) wurde für den herzoglichen Obristen Johann von Holle nach einem Brand 1569 errichtet. Es ist als dreigeschossiger Wohnturm der älteste profane Steinbau Wunstorfs und diente im 19. Jahrhundert als Kornspeicher des Stifts und von 1883 bis 1907 als Wunstorfer Rathaus.

- Südstraße 24: Ehemaliges Offizierheim (Fachwerkgebäude).

- Das Hölty-Gymnasium (Hindenburgstraße 25), 1874 als Lehrerseminar eingeweiht, davor das Denkmal der Germania.[28]

- Das Bahnhofsgebäude.

### Skulpturen
- Brunnen Klappsmühle bei den Steinskulpturen vor dem Cafe Cura, Bistro und Kaffeteria des Landeskrankenhauses (LKH).

- die drei Brunnen in der Fußgängerzone und das Wasserspiel am Alter Markt.

- Steinskulpturen im Park des Landeskrankenhauses, von Siegfried Neuenhausen 1982 gemeinsam mit Patienten als Werke der art brut geschaffen.

### Fotogalerie

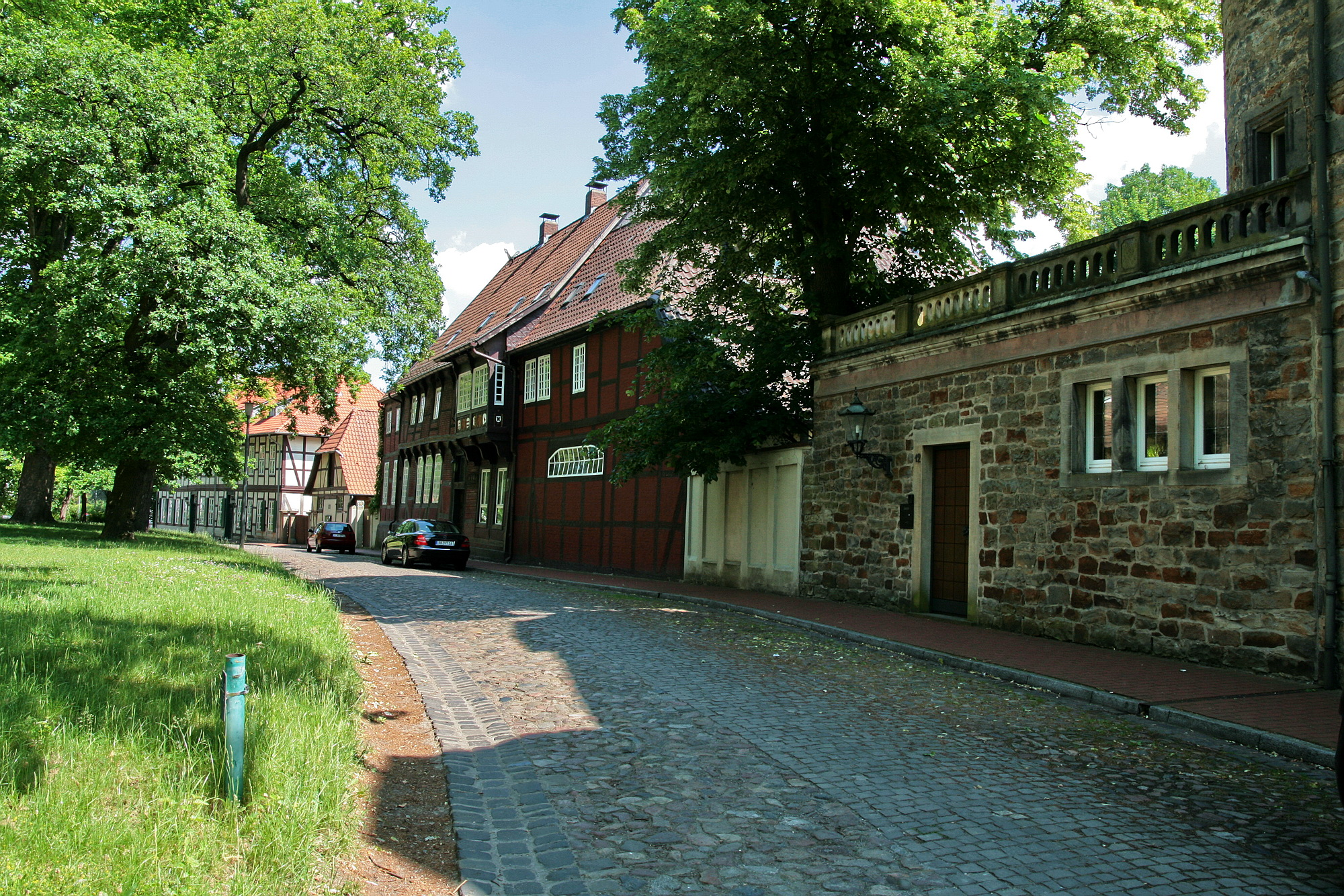
Blick in die Stiftsstraße
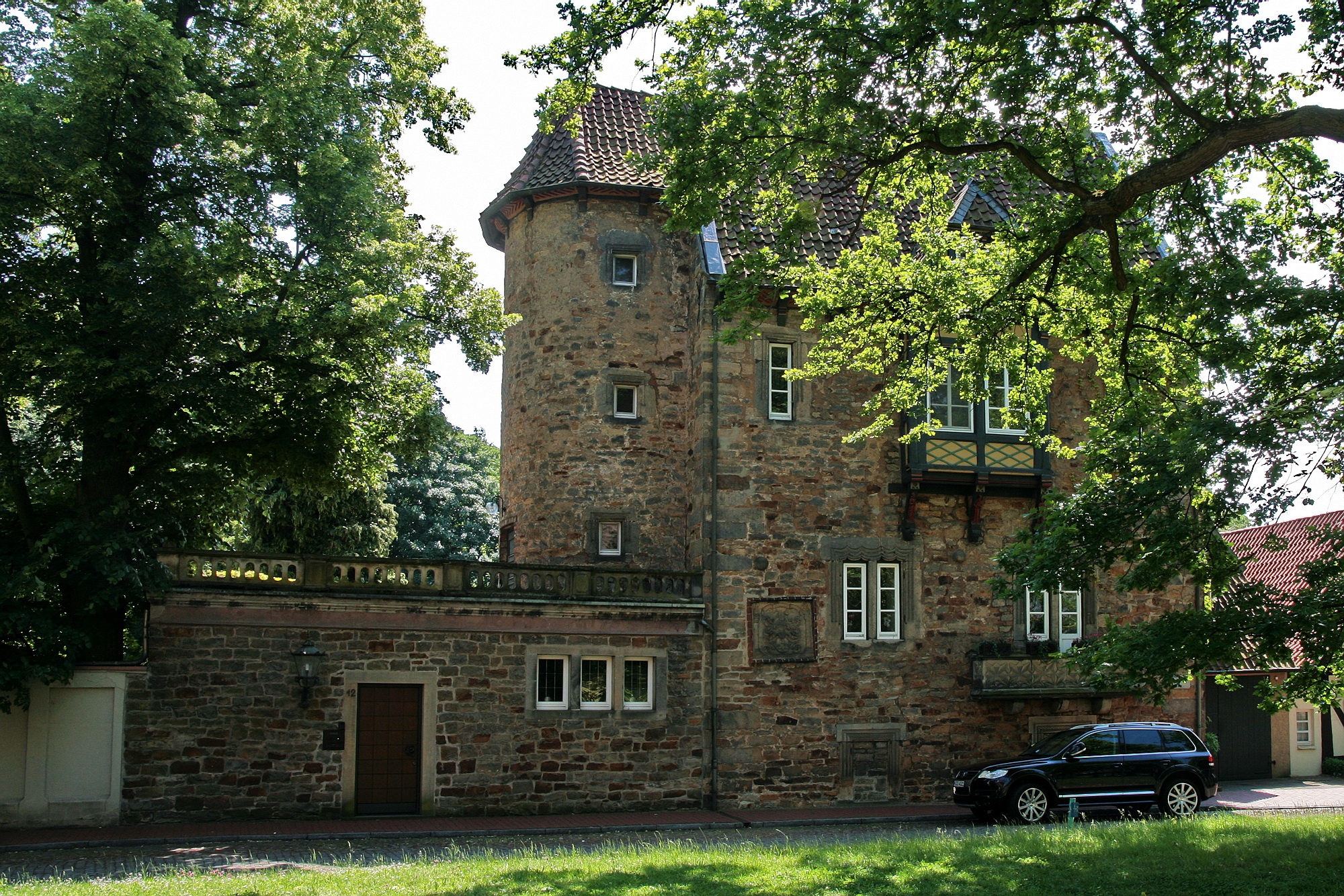
Hollesches Haus von 1569
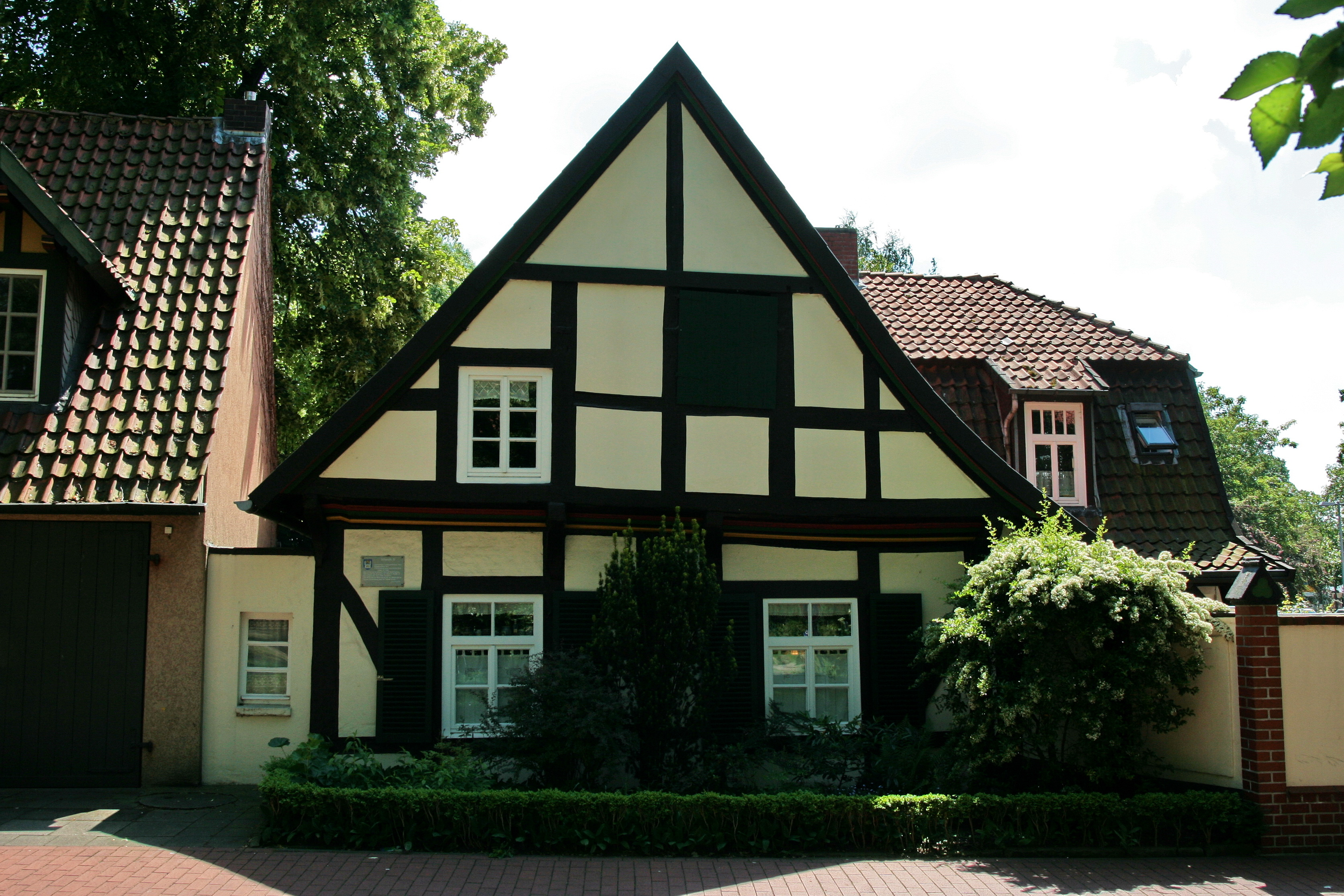
Fachwerkhaus von 1530 in der Stiftstr. 10

### Vereine
Der Turn- und Sportverein von 1862 Wunstorf e. V. ist mit etwa 3000 Mitgliedern der mitgliederstärkste. Der zweitgrößte Verein ist der 1. FC Wunstorf v. 1919 e. V. Der Kneipp-Verein Wunstorf hat etwa 800 Mitgliedern. Der Modelleisenbahn-Club Luthe (MEC-Luthe) präsentiert regelmäßig seine Spur-N Anlage.
Das Vereinsregister Wunstorf verzeichnet über 270 Einträge.

### Regelmäßige Veranstaltungen
Im Mai oder Juni findet das Schützenfest statt.
Auf dem Fliegerhorst in Wunstorf fanden bis in die 90er Jahre Autorennen zur Deutschen Tourenwagen-Meisterschaft (DTM) und zur Formel 3 statt.

## Wirtschaft und Infrastruktur

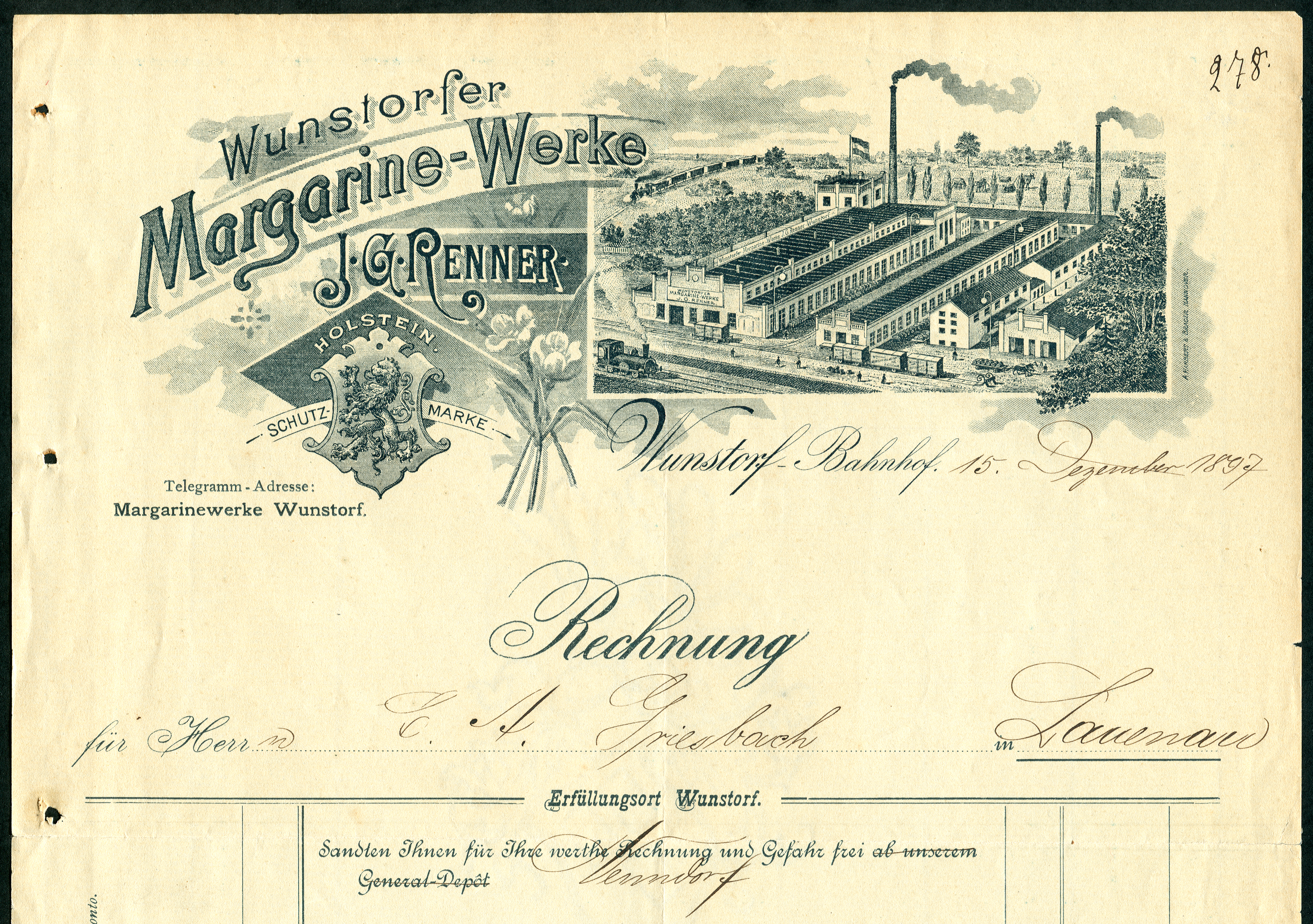
Briefbogen der Wunstorfer Margarine Werke;
1897 von A. Harbers & Brager produziert

### Ehemalige Unternehmen
Bis über die Mitte des 20. Jahrhunderts hinaus war Wunstorf geprägt durch Großbetriebe wie die Zementfabrik (Portlandzement, mit Mergelgrube an der A 2), der Molkerei in der Hindenburgstraße, die Wunstorfer Margarine-Werke (später Margarinewerke Union, dann SOLO- bzw. IGLO – Feinfrost GmbH, zuletzt VION Convenience GmbH mit Schließung des Standortes zum 31. März 2014) und den asbestverarbeitenden Betrieb Fulgurit-Werk Luthe. Weitere Arbeitgeber waren die Deutsche Bundesbahn, Heinz Kettler, die Steinhuder Meer-Bahn und das Kaliwerk Sigmundshall im Ortsteil Bokeloh. Mitte 2015 hatte es ca. 770 Beschäftigte. Der Bergbau wurde am 21. Dezember 2018 wegen Erschöpfung der Vorräte eingestellt.

### Heutige Betriebe/Arbeitgeber
- Im Stadtteil Steinhude befindet sich die 1765 gegründete Firma Seegers & Sohn, Deutschlands letzte noch kommerziell produzierende Leinenweberei.
- Die kleine „Stipsfabrik“, die seit den 1930er Jahren bis 2023 an der Hagenburger Straße „Reinhold’s Rübensaft“ produzierte.[35]
- Die zur Aliaxis Gruppe gehörende Marley Deutschland GmbH stellt Produkte im Bereich Hausentwässerung, Dachrinnen, Lüftungstechnik und Falttüren her.
- Die KRH Psychiatrie Wunstorf, die zum Klinikum Region Hannover gehört. Ihre stationären Abteilungen und die Institutsambulanz sind für die psychiatrische Versorgung von rund 700.000 Einwohnern zuständig (Teile der Landeshauptstadt und der Region Hannover sowie Landkreise Nienburg und Schaumburg).
- Logistikunternehmen wie u. a. die neukirch Spedition & Logistik GmbH & Co. KG und die Niederlassung von Kraftverkehr Nagel.
- Die Bundeswehr mit dem Fliegerhorst Wunstorf.

### Öffentliche Einrichtungen
- Wunstorf hat eine Vielzahl von Einrichtungen im Bereich der Jugendarbeit. Der Stadtjugendring Wunstorf ist ein Ring aus mehreren gemeinnützigen Einrichtungen und Vereinen. Auch das Projekt kurze Wege von St. Johannes, das Kinder- und Jugendzentrum „Der Bau-Hof“ und die Stadtjugendpflege der Stadt Wunstorf, sowie das Jugendparlament, die Volkshochschule Hannover Land, die Wohnwelt Wunstorf (gegründet von dem Verein Lebenstraum e. V.) und das Team Jugendarbeit Region Hannover gehören zu Wunstorfs Jugendeinrichtungen.

- Das Jugendparlament der Stadt Wunstorf besteht aus 17 Mitgliedern, die in unabhängiger Wahl von Jugendlichen im Alter von 13 bis 17 Jahren gewählt werden. Die Amtszeit beträgt zwei Jahre. Das Jugendparlament wurde 2001 gegründet und wird von der Verwaltung der Stadt Wunstorf unterstützt.

### Bildung
Das Hölty-Gymnasium, nach dem Dichter Ludwig Hölty benannt, ist eines der größten Gymnasien der Region. Es gibt eine Haupt- und Realschule, eine evangelische Integrierte Gesamtschule (IGS), neun Grundschulen und zwei Förderschulen, die Musikschule Wunstorf, die Volkshochschule (VHS) Hannover Land in Wunstorf und die Kunstschule Wunstorf. Bis zum Jahr 2020 gab es ebenfalls ein Schulzentrum im Ortsteil Steinhude, in welchem eine Realschule (bis 2020) und ein Gymnasium (bis 2019) untergebracht war.

### Verkehr
Wunstorf liegt an den Bundesstraßen 441 und 442. Die Bundesautobahn A 2 befindet sich in unmittelbarer Nähe mit den Anschlussstellen Wunstorf-Luthe und Wunstorf-Kolenfeld.
Am Wunstorfer Bahnhof, der der Preisklasse 3 angehört, halten Regional-Express-Züge und S-Bahnen der Bahnstrecke Hannover–Minden und der Bahnstrecke nach Bremen. Von der Strecke der Steinhuder Meer-Bahn (StMB), die früher teilweise durch die Stadt führte, besteht noch das Gleis nach Bokeloh für den Güterverkehr zum Kaliwerk Sigmundshall der K+S AG.
Mehrere Buslinien des Großraum-Verkehrs Hannover bedienen in Wunstorf etwa 100 Haltestellen. Die meisten dieser Linien sind am Bahnhof mit dem Bahnverkehr verknüpft.
Der Fliegerhorst Wunstorf dient fast ausschließlich militärischen Zwecken; Sportfliegerei findet nur in beschränktem Umfang statt.
Für die Freizeit- und Berufsschifffahrt gibt es die Häfen Wunstorfs.

## Persönlichkeiten

### Söhne und Töchter der Stadt
- Polykarp Leyser IV. (1690–1728), evangelischer Theologe, Philosoph, Mediziner, Jurist und Historiker
- Christian Ludolph Reinhold (1739–1791), Zeichner und Kupferstecher, Mathematiker, Physiker und Lehrer
- Friedrich Rupstein (1794–1876), Theologe, Abt des Klosters Loccum, Mitglied des Preußischen Herrenhauses
- Moritz Spanier (1853–1938), deutscher jüdischer Religionspädagoge und Autor
- Meier Spanier (1864–1942), Germanist und Pädagoge
- August Ferdinand Heinrich Rust (1865–1931), Architekt
- Hellmuth Röhnert (1888–1945), Industrieller und NS-Wirtschaftsfunktionär
- Wilhelm Meyer (1889–1950), Landwirt und Politiker
- Joost Schmidt (1893–1948), Typograf, Maler und Lehrer am Bauhaus
- Theo Oppermann (Verleger) (1893–1974), Zeitungsverleger und Herausgeber
- Julius Kraft (1898–1960), Soziologe und Hochschullehrer
- Goetz Otto Stoffregen (1896–1953), Schriftsteller, Journalist und Rundfunkintendant
- Fritz Corterier (1906–1991), Politiker (SPD) und MdB
- Wolfgang Lücke (1926–2021), Wirtschaftswissenschaftler und Hochschullehrer
- Hanskarl von Unger (1930–2021), Manager und Politiker (CDU)
- Heiner Wittrock (* 1948), ehemaliger Schulleiter, Historiker und Heimatforscher
- Heinz-Joachim Barchmann (1950–2021), Politiker (SPD) und MdB
- Klaus Wallbaum (* 1961), Sozialwissenschaftler und Journalist
- Henning Ziebritzki (* 1961), Verlagslektor und Schriftsteller
- Henning Wolter (* 1964), Jazz-Pianist und Komponist
- Frauke Ludowig (* 1964), RTL-Moderatorin
- Nicolas Kühn (* 2000), Fußballspieler

### Personen, die mit der Stadt in Verbindung stehen
- Emil Kraft (1871–1943), Holzhändler und Senator der Stadt Wunstorf, in Auschwitz ermordet
- Ernst Jünger (1895–1998), Schriftsteller, besuchte 1907–1911 die Scharnhorst-Realschule in Wunstorf
- Billy Mo (1923–2004), Jazz-Trompeter und Schlagersänger, lebte seit den 1970er Jahren in Wunstorf
- Henning Rischbieter (1927–2013), Theaterwissenschaftler, Theaterkritiker und Publizist, lebte in Wunstorf
- Nikolaus Wyrwoll (* 1938), katholischer Theologe, kam im Juni 1946 mit seiner Großfamilie durch die Vertreibung aus Oberschlesien nach Wunstorf
- Andreas Spengler (* 1947), Psychiater und Psychotherapeut, Ärztlicher Direktor am Niedersächsischen Landeskrankenhaus Wunstorf von 1988 bis 2008
- Axel Brockmann (* 1964), Landespolizeipräsident[38], lebt in Wunstorf
- Christian Rickens (* 1971), Journalist und Schriftsteller, wuchs u. a. in Wunstorf auf
- Jessica Schülke (* 1984), Politikerin (AfD), lebt in Wunstorf